# Villa Purificación
Villa Purificación é um município do estado de Jalisco, no México.
Em 2005, o município possuía um total de 10.975 habitantes.